# Spilosoma latipennis
Spilosoma latipennis là một loài bướm đêm thuộc phân họ Arctiinae, họ Erebidae.